# 白岩孝夫
白岩 孝夫（しらいわ たかお、1969年（昭和44年）1月29日 - ）は、日本の政治家。山形県南陽市長（3期）。元・南陽市議会議員（1期）。

## 来歴
山形県南陽市出身。山形県立長井高等学校卒業。1992年（平成4年）3月、東北学院大学文学部卒業。税理士事務所に15年間勤務し、その後6年間新聞販売店に務める。2012年（平成24年）3月18日告示、3月25日投票の南陽市議会議員選挙に出馬し、無投票で初当選。
2014年（平成26年）4月、市議を辞職。同年7月13日に行われた南陽市長選挙に無所属（自由民主党・公明党推薦）で出馬し、現職の塩田秀雄を破り初当選。7月30日、市長就任。
2018年（平成30年）、無投票により再選。
ラーメン好きでも知られており、自身が主導して「ラーメン課R&Rプロジェクト」を立ち上げ、市内のラーメン専門店、ドライブイン、そば店、食堂を紹介する小冊子『なんようしのラーメン』が作成された。

## 所属団体・関連団体
- 明治の日を作る首長会[6]